# Leucanopsis lecourti
Leucanopsis lecourti là một loài bướm đêm thuộc phân họ Arctiinae, họ Erebidae.